# Matthias Lüthen

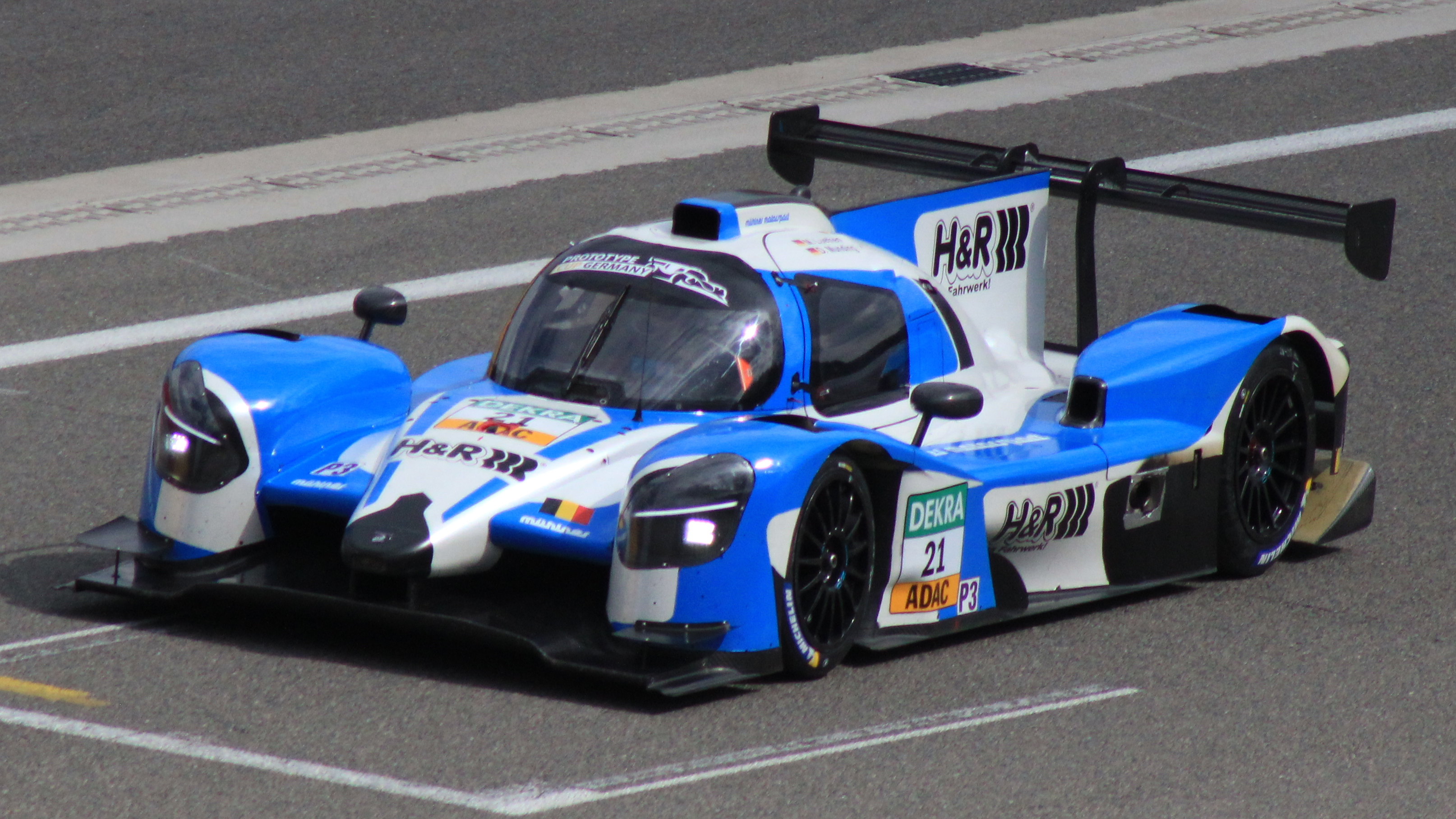
Lüthen in Spa-Francorchamps

Matthias Lüthen (* 16. Dezember 1980) ist ein deutscher Automobilrennfahrer und Geschäftsmann. Er fuhr zuletzt im Prototype Cup Germany 2023. Er war auch in der ELMS und dem Le Mans Cup aktiv.

## Karriere
Lüthen begann seine Motorsportkarriere im Formel Renault Eurocup im Jahr 2019, wo er jedoch in keinem der beiden Rennen, an denen er teilnahm, Punkte holen konnte. Im Folgejahr fuhr er in vier Rennen in der Euroformula Open für Double R Racing.
Ab 2021 fuhr er neben den Formel-Rennserien ebenfalls im Le Mans Cup (Kategorie GT3), wo er die Fahrerwertung auf Platz 21 beendete.
In der Folgesaison verließ er die Euroformula Open und fuhr im Prototype Cup Germany. Die Saison 2021 wurde zum Erfolg: mit 93 wurde er dritter in der Fahrerwertung. 2023 fuhr er weiterhin in der Rennserie, wo er sich einen weiteren Sieg sicherte. Er war zudem in der Asian Le Mans Series und der European Le Mans Series aktiv.

## Statistik

### Karrierestationen
| - 2019: Formel Renault Eurocup - 2020: Euroformula Open (Platz 18) - 2021: Asiatische Formel-3-Meisterschaft (Platz 26) - 2021: Le Mans Cup (Platz 21) - 2021: Euroformula Open (Platz 23) - 2022: Prototype Cup Germany (Platz 3) - 2023: Asian Le Mans Series (Platz 12) | - 2023: Le Mans Cup - 2023: European Le Mans Series (Platz 15) |